# زوكو (تيبت)
زوكو (بالإنجليزية: Zoco, Tibet)‏ هي بلدية تقع في الصين في Gar County. يقدر عدد سكانها بـ
- نسمة .